# Skate America 1979
Navigation
Édition suivante
Le Skate America est une compétition internationale de patinage artistique qui se déroule aux États-Unis au cours de l'automne. Il accueille des patineurs amateurs de niveau senior dans quatre catégories: simple messieurs, simple dames, couple artistique et danse sur glace.
Le premier Skate America (officiellement appelé Norton Skate à l'époque) est organisé à du 20 au 23 septembre 1979 à la Olympic Center Arena de Lake Placid dans l’État de New York, quelques mois avant les Jeux olympiques d'hiver de 1980.
Le Skate America est le premier concours international organisé par la fédération américaine de patinage (U.S. Figure Skating Association) qui est ouvert à tous les patineurs issus des pays membres de l'ISU. Cette création fait suite à l'annulation en 1973 des Championnats d'Amérique du Nord (North American Figure Skating Championships), qui devaient se tenir à Rochester dans l'État de New York. Cette annulation est en grande partie due à la fédération canadienne (Canadian Figure Skating Association) qui voulait créer un concours de patinage artistique international ouvert à tous les patineurs issus des pays membres de l'ISU, et plus seulement aux seuls nord-américains. C'est ainsi que la fédération canadienne crée le Skate Canada dès la fin de l'année 1973. La fédération américaine fait donc de même six ans plus tard en 1979. 
Ce Skate America est également l'événement test pour les compétitions de patinage artistique des Jeux olympiques d'hiver de 1980 qui auront lieu dans cette arène.

## Résultats

### Messieurs
| Rang | Nom                      | Pays                 | Points | Fig. impo. | Prog. court | Prog. libre |
| ---- | ------------------------ | -------------------- | ------ | ---------- | ----------- | ----------- |
| 1    | Scott Hamilton           | États-Unis           |        |            |             |             |
| 2    | Scott Cramer             | États-Unis           |        |            |             |             |
| 3    | Jan Hoffmann             | Allemagne de l'Est   |        |            |             |             |
| 4    | David Santee             | États-Unis           |        |            |             |             |
| 5    | Gary Beacom              | Canada               |        |            |             |             |
| 6    | Rudi Cerne               | Allemagne de l'Ouest |        |            |             |             |
| 7    | Brian Pockar             | Canada               |        |            |             |             |
| 8    | Shinji Someya            | Japon                |        |            |             |             |
| 9    | Thomas Öberg             | Suède                |        |            |             |             |
| 10   | Helmut Kristofics-Binder | Autriche             |        |            |             |             |

### Dames
| Rang | Nom                       | Pays                 | Points | Fig. impo. | Prog. court | Prog. libre |
| ---- | ------------------------- | -------------------- | ------ | ---------- | ----------- | ----------- |
| 1    | Lisa-Marie Allen          | États-Unis           |        | 1          |             |             |
| 2    | Susanna Driano            | Italie               |        |            |             |             |
| 3    | Sandy Lenz                | États-Unis           |        |            |             |             |
| 4    | Denise Biellmann          | Suisse               |        |            |             |             |
| 5    | Kristiina Wegelius        | Finlande             |        |            |             |             |
| 6    | Karena Richardson         | Royaume-Uni          |        |            |             |             |
| 7    | Jill Sawyer               | États-Unis           |        |            |             |             |
| 8    | Katarina Witt             | Allemagne de l'Est   |        |            |             |             |
| 9    | Claudia Kristofics-Binder | Autriche             |        |            |             |             |
| 10   | Heather Kemkaran          | Canada               |        |            |             |             |
| 11   | Anne-Sophie de Kristoffy  | France               |        |            |             |             |
| 12   | Reiko Kobayashi           | Japon                |        |            |             |             |
| 13   | Corinna Tanski            | Allemagne de l'Ouest |        |            |             |             |
| 14   | Kira Ivanova              | Union soviétique     |        |            |             |             |
| 15   | Janet Morrissey           | Canada               |        |            |             |             |
| 16   | Susan Broman              | Finlande             |        |            |             |             |
| 17   | Bodil Olsson              | Suède                |        |            |             |             |

### Couples
| Rang | Nom                                 | Pays               | Points | Prog. court | Prog. libre |
| ---- | ----------------------------------- | ------------------ | ------ | ----------- | ----------- |
| 1    | Sabine Baeß / Tassilo Thierbach     | Allemagne de l'Est |        |             |             |
| 2    | Kitty Carruthers / Peter Carruthers | États-Unis         |        |             |             |
| 3    | Vicki Heasley / Robert Wagenhoffer  | États-Unis         |        |             |             |
| 4    | Zhanna Ilina / Aleksandr Vlasov     | Union soviétique   |        |             |             |
| 5    | Rebecca Gough / Mark Rowson         | Canada             |        |             |             |
| 6    | Sheryl Franks / Michael Botticelli  | États-Unis         |        |             |             |
| 7    | Elizabeth Cain / Peter Cain         | Australie          |        |             |             |

### Danse sur glace
| Rang | Nom                                   | Pays                 | Points | Danses imposées | Danse libre |
| ---- | ------------------------------------- | -------------------- | ------ | --------------- | ----------- |
| 1    | Krisztina Regőczy / András Sallay     | Hongrie              |        |                 |             |
| 2    | Natalia Bestemianova / Andreï Boukine | Union soviétique     |        |                 |             |
| 3    | Lorna Wighton / John Dowding          | Canada               |        |                 |             |
| 4    | Judy Blumberg / Michael Seibert       | États-Unis           |        |                 |             |
| 5    | Stacey Smith / John Summers           | États-Unis           |        |                 |             |
| 6    | Carol Fox / Richard Dalley            | États-Unis           |        |                 |             |
| 7    | Susi Handschmann / Peter Handschmann  | Autriche             |        |                 |             |
| 8    | Anna Pisanska / Jiri Musil            | Tchécoslovaquie      |        |                 |             |
| 9    | Carol Long / John Philpot             | Royaume-Uni          |        |                 |             |
| 10   | Elke Kwiet / Dieter Kwiet             | Allemagne de l'Ouest |        |                 |             |
| 11   | Nathalie Hervé / Pierre Béchu         | France               |        |                 |             |
| 12   | Marie McNeil / Robert McCall          | Canada               |        |                 |             |

## Sources
- Patinage Canada registre des résultats
- (en) « Norton Skate: Skate America's Humble Beginnings », sur skateguard1.blogspot.com
- (en) « U.S. Skaters Show Poise & Strength at Norton Skate in Lake Placid. », sur usfsa.xmlmanager.qg.com